# Пастушок фіджійський
Пастушок фіджійський (Hypotaenidia poeciloptera) — вимерлий вид журавлеподібних птахів родини пастушкових (Rallidae).

## Поширення
Ендемік Фіджі. Відомий за дванадцятьма зразками 19-го століття з Віті-Леву та Овалау (останній зразок зібраний у 1890 році), а також за спостереженнями на Тавеуні у 1971 році і Віті-Леву у 1973 році. Викопні залишки, що датуються пізнім плейстоценом або раннім голоценом , відомі з деяких печер на Фіджі. 
Це був нелітаючий птах, який гніздився в наземних лісах і прісноводних болотах, і вважається, що він зник після появи на островах мангустів і кішок.